# Malmö Fotbollförening
O Malmö Fotbollförening, vulgarmente conhecido como Malmö FF ( PRONÚNCIA SUECA), é um clube de futebol sueco, com sede na cidade de Malmö, no sul do país.

Utiliza como equipamento, camisola (br: camiseta) azul clara e calção branco.

Tem como arena própria o estádio Eleda Stadion (antes Swedbank Stadion), com capacidade para 24 000 pessoas.

É conhecido localmente como Di Blåe (Os Azuis), em alusão às suas cores características - o azul claro e o branco. Seu principal rival é o Helsingborgs IF, clube da cidade vizinha de Helsingborg. 
O clube foi fundado em 24 de fevereiro de 1910. 

Tem desde 2019 uma secção de futebol feminino com uma equipa chamada Malmö FF (damer).            
 
Participou pela primeira vez no Campeonato Sueco de Futebol (Allsvenskan) em 1931/32.                          

É um dos maiores clubes de futebol da suécia, possuindo 25 títulos do Campeonato da Suécia (Allsvenskan) e 15 da Copa da Suécia (Svenska Cupen).

Com o IFK Göteborg e o AIK, é um dos três clubes tradicionalmente mais fortes da Suécia, detentores de 51 campeonatos nacionais juntos.
O clube foi finalista da Copa dos Campeões da Europa de 1978-79, tendo sido a única agremiação de seu país a chegar nesta decisão da maior competição da Europa. Foi em 1979, contra o Nottingham Forest, mas acabou sendo derrotado por 1 a 0.

Atualmente (2025) disputa o Campeonato Sueco de Futebol, a primeira divisão de futebol da Suécia.                                

## Revelações
- Zlatan Ibrahimovic

- Allysson Felipe

## Títulos
Atualizado a 28° de outubro de 2024
| Nacionais | Nacionais           | Nacionais | Nacionais |
|           | Competição          | Títulos   | Temporadas |
| --------- | ------------------- | --------- | --- |
| Suécia    | Campeonato Sueco    | 27        | 1944, 1949, 1950, 1951, 1953, 1965, 1967, 1970, 1971, 1974, 1975, 1977, 1985, 1986, 1987, 1988, 1989, 2004, 2010, 2013, 2014 , 2016, 2017, 2020, 2021, 2023, 2024 |
| Suécia    | Copa da Suécia      | 16        | 1943-44, 1945-46, 1946-47, 1950-51, 1952-53, 1967, 1972-73, 1973-74, 1974-75, 1977-78, 1979-80, 1983-84, 1985-86, 1988-89, 2021-22, 2023-24                       |
| Suécia    | Supercopa da Suécia | 2         | 2013, 2014 |

### Campanhas de destaque
- Vice-campeão da Liga dos Campeões da UEFA de 1978–79.
- Vice-campeão da Copa Intercontinental de 1979.

## Elenco
Atualizado em 7 de julho de 2025.
Legenda
- : Capitão
- : Jogador Lesionado / Contundido

## Estádios
- Malmö Idrottenspark

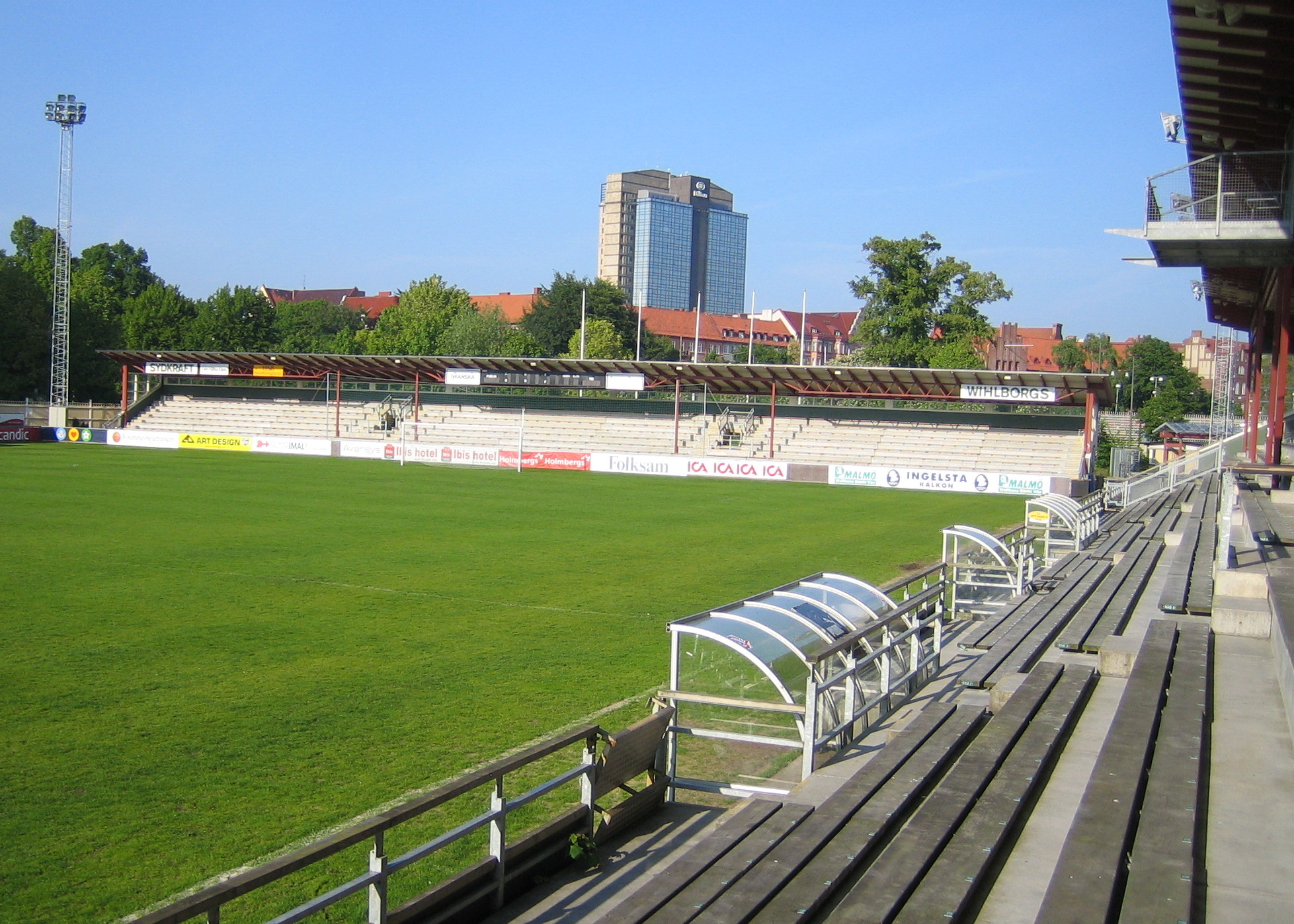
1910 - 1957 Malmö Idrottenspark - Capacidade 7,600

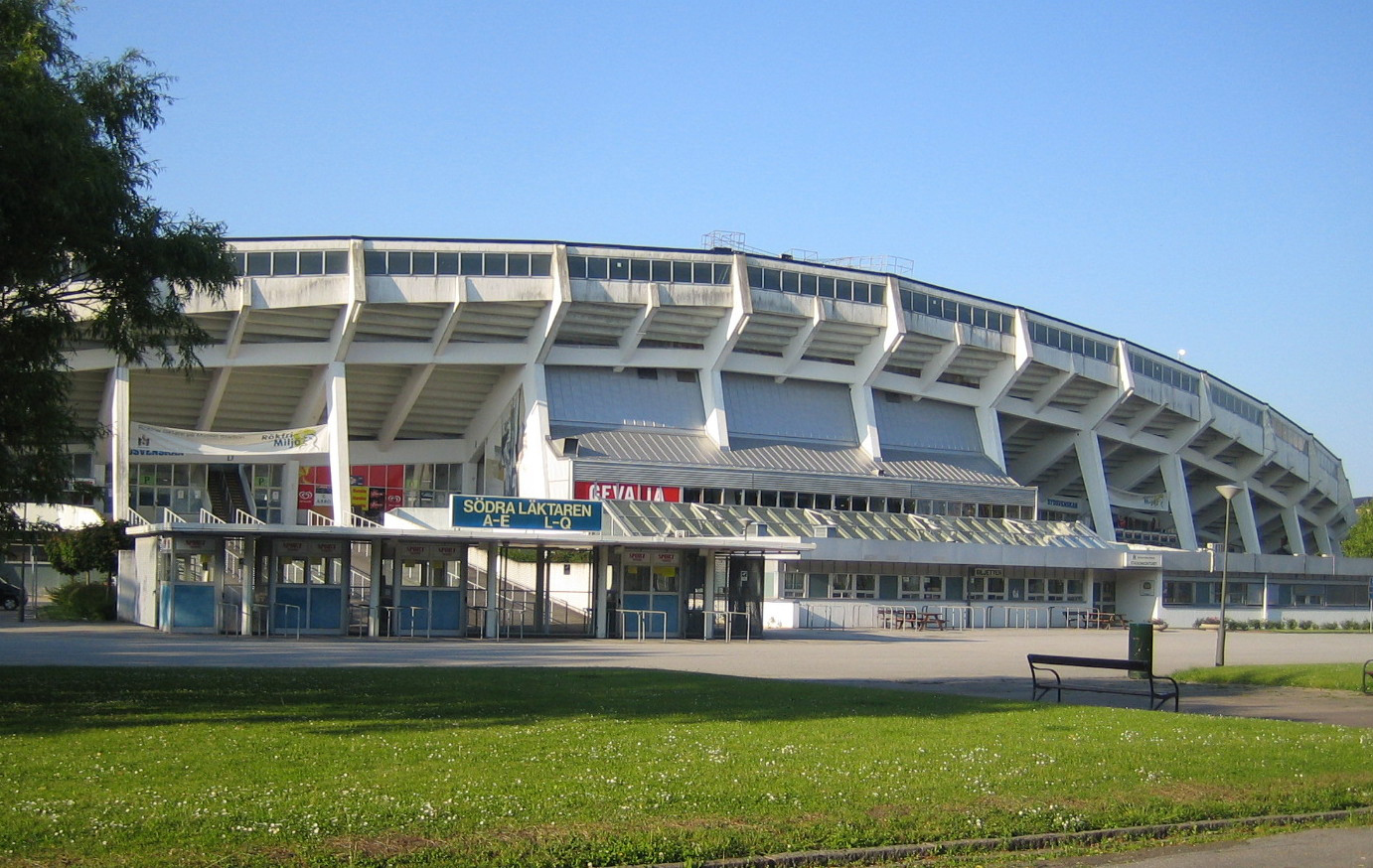
1958 - 2008 Malmö Stadion - Capacidade 27.500

De 1910 a 1957 jogou no Malmö Idrottenspark, que tem capacidade para 7.600 espectadores.
- Malmö Stadion

De 1958 a 2008 jogou no Malmö Stadion, que tem capacidade para 27.500 espectadores, foi construído durante a Copa do Mundo de 1958 e expandido para o Campeonato Europeu de Futebol de 1992.
- Estádio Swedbank - Eleda Stadion

Em 2009 finalmente após dois anos de trabalho o Estádio Swedbank foi inaugurado. Pode acomodar 24 mil espectadores (18.000 sentados e 6.000 em pé). 
Em 2019 o estádio recebeu novo nome - Eleda Stadion.

## Uniformes

### 1º Uniforme
| 2019 | 2018 | 2017 | 2016 | 2015 | 2014 | 2013 | 2011 | 2009-10 |

### 2º Uniforme
| 2019 | 2018 | 2017 | 2016 | 2015 | 2014 | 2013 | 2011 | 2009-10 |

### 3º Uniforme
| 2019 | 2013 |

### Material esportivo e patrocinadores
| Período | Fornecedor esportivo | Patrocinador master | Patrocinador(es) secundário(s) |
| ------- | -------------------- | ------------------- | ------------------------------ |
| 1976    | Puma                 | Nenhum              | Kockums                        |
| 1977–78 | Tretorn              | Nenhum              | Nenhum                         |
| 1979–80 | Admiral              | Nenhum              | Nenhum                         |
| 1981    | Adidas               | ABV (NCC)           | Nenhum                         |
| 1982–85 | Adidas               | Skånelaget          | Nenhum                         |
| 1986–88 | Puma                 | Skånelaget          | Nenhum                         |
| 1989–92 | Puma                 | ICA                 | Nenhum                         |
| 1993    | Puma                 | 1X2 Stryktipset     | Nenhum                         |
| 1994–97 | Puma                 | Nenhum              | Vários                         |
| 1998–99 | Nike                 | Wihlborgs           | Vários                         |
| 2000–01 | Nike                 | Nätverket           | Vários                         |
| 2002–08 | Puma                 | Nätverket           | Vários                         |
| 2009    | Puma                 | Star for Life       | Stadium                        |
| 2010    | Puma                 | Sydtotal            | Nenhum                         |
| 2011    | Puma                 | ICA                 | Hilding Anders                 |
| 2012    | Puma                 | Nenhum              | Hilding Anders                 |
| 2013–15 | Puma                 | Rörläggaren         | Nenhum                         |
| 2016–17 | Puma                 | Volkswagen          | Nenhum                         |
| 2018–   | Puma                 | Volkswagen          | Tillmobil Tictac Interactive   |